# Kanton Fontaine
Der Kanton Fontaine ist ein ehemaliger, bis 2015 bestehender französischer Wahlkreis im Département Territoire de Belfort in der Region Franche-Comté. Er umfasste 18 Gemeinden; Hauptort war Fontaine. Vertreterin im conseil général des Départements war zuletzt von 1990 bis 2015 Anne-Marie Forcinal.

## Gemeinden
- Angeot
- Bessoncourt
- Bethonvilliers
- Cunelières
- Denney
- Eguenigue
- Fontaine
- Foussemagne
- Frais
- Lacollonge
- Lagrange
- Larivière
- Menoncourt
- Montreux-Château
- Petit-Croix
- Phaffans
- Reppe
- Vauthiermont